# アメリカ標準型路面電車
アメリカ標準型路面電車（アメリカひょうじゅんがたろめんでんしゃ、USSLRV、US Standard Light Rail Vehicle）は、ボーイング・バートルが製造した路面電車車両（LRV）である。PCCカーの置き換え用としてボストンとサンフランシスコに導入されたが、故障が相次いだ事で2007年までに営業運転から撤退した。

## 概要
1960年代、行き過ぎた自動車化の結果、都市部の混雑やバスの定時サービスの低下、環境汚染、交通事故、更に都市中心部の衰退やそれに伴う治安の悪化など様々な弊害が明るみに出始めたアメリカでは、都市部における軌道系公共交通機関の見直しが行われ始めた。その中で、地下路線を有するボストンやサンフランシスコの路面電車では、1930年代～1940年代に製造されたPCCカーの置き換えに伴う新型車両の導入が検討されるようになっていた。
そこで、米国運輸省都市大量輸送局（UMTA）は1971年、新型車両開発へ補助金を支給する代わりに、海外の車両メーカーではなく米国で設計された車両を導入すると言う条件を出した。そして1973年から設計が、1976年からボーイング・バートルによって製造が行われたのが、アメリカ標準型路面電車（USSLRV）と呼ばれる車両である。
編成は2車体連接式となっており、車体や台車は日本の東急車輛製造、電動機はアメリカのギャレット（現：ハネウェル・ターボ・テクノロジーズ）が製造を担当した。サンフランシスコとボストンに導入された車両は扉や内装などに差異が存在する。なお最初に製造された編成については、営業運転開始前の1975年にフィラデルフィアで開催された第1回LRT会議（National Conference on Light Rail）での展示が行われ、後のライトレール（LRT）の発展に貢献した。
だが、部品こそ各国の鉄道車両メーカーのものを採用したものの、製造を担当したボーイング・バートルには鉄道車両を製造した実績が存在せず、加えてアポロ計画縮小によって余剰となった技術者を採用したため整備に高度な技術が必要となり、導入された2都市とも故障が続出する事となった。ボストンでは訴訟まで起こされ、多額の賠償金を支払う結果になった事も影響し、最終的にボーイング・バートルは鉄道車両部門の解散を余儀なくされた。
なお、クリーブランドやフィラデルフィアの路面電車でもUSSLRVの導入が検討されたものの、最終的に却下され、海外メーカーの車両を導入する事となった。

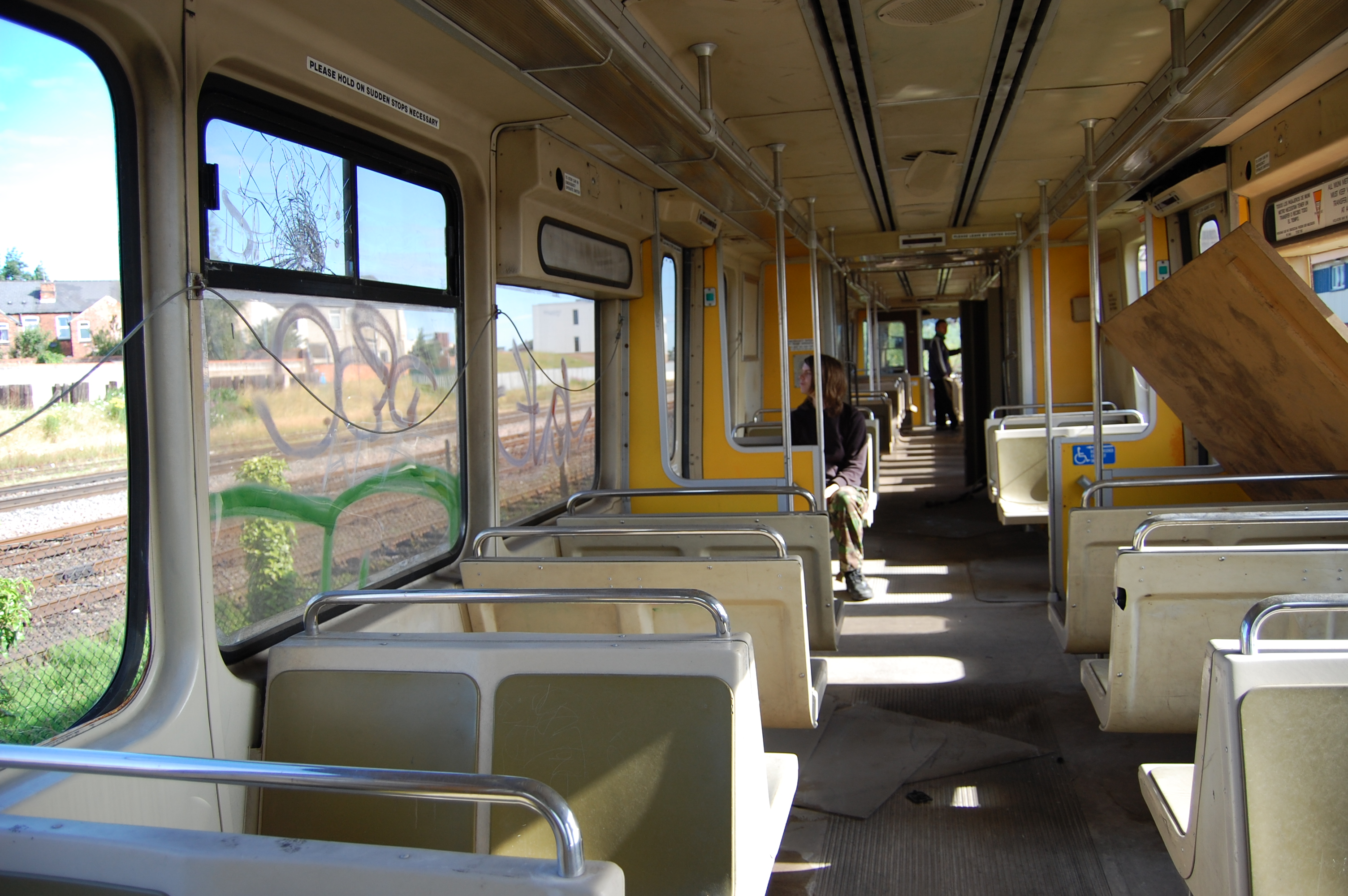
内装（ミュニ・メトロ）

## 運用

### ボストン
老朽化したPCCカーの置き換えのため、マサチューセッツ湾交通局（MBTA, Massachusetts Bay Transportation Authority）は1973年にUSSLRVを導入する契約をボーイング・バートルと交わし、1975年以降試運転を開始した。そして1976年から営業運転を開始したが、その後扉やバッテリー、空調装置など様々な機器に故障が続出し、1977年10月の段階で営業運転に就いていたのは導入された編成のうち64％に過ぎなかった。
1978年には40編成の納入を拒否するに至り、翌1979年には既に導入した編成のうち35編成をボーイングに返還する事を発表した。そのうち40編成についてはサンフランシスコへ売却したものの一部は拒否され、1983年にMBTAが再度購入する事となった。また同1979年にMBTAは一連の不備に関してボーイングに訴訟を起こし、3,400万ドル分の修理部品および6ヶ月分の保証を獲得した。
1980年代にはMBTA内で独自にUSSLRVの改造工事を行い、稼働率の向上や故障頻度の減少を目指していたものの、最終的にスイスのSIGとの連携により近畿車輌が製造したタイプ7電車やアンサルドブレーダ社製のタイプ8電車によって置き換えられる事となった。2007年3月16日をもって営業運転から引退したが、以降も事業用車両として3編成が残存している。

### サンフランシスコ
1940年代から1950年代にかけて路面電車の段階的な廃止が行われていたサンフランシスコだが、専用軌道や地下区間を有していた5つの系統についてはその後もPCCカーを用いた営業運転が続いた。1973年3月19日にサンフランシスコの併用軌道上での路面電車車両の優先走行権が監督委員会によって認められた事を機に路面電車を見直す動きが起こり始め、ホームの嵩上げなどのバリアフリー対策を施したライトレール「ミュニ・メトロ（Muni Metro）」として生まれ変わる事となった。これに伴い、それまで運行されていたPCCカーに代わって導入されたのがUSSLRVである。なお、前述したとおり導入された編成のうち30編成は、MBTAが納入を拒否したものをサンフランシスコ向けに改造したものである。
1979年4月から営業運転を開始したものの、ボストン同様故障が多発した。故障頻度は年を経るごとに減少していったものの、1998年の段階で混雑時に必要な99編成が確保できず、最大でも72編成しか使用できない事態に陥っていた。そしてこれらの欠陥に加えてイタリアのアンサルドブレーダ社が製造した2車体連接車のLRV2・LRV3への置き換えにより1995年から廃車が始まり、2001年をもって営業運転を終了した。その後は一部編成がアメリカ各地の路面電車博物館に保存されている。
また、営業運転終了後の2002年にはマンチェスターで開催されたコモンウェルスゲームズに合わせてイギリスのマンチェスター・メトロリンクへの譲渡が計画されたものの、左側通行への対応工事などイギリスの規則に合わせた改造が必要となる事などから中止となった。

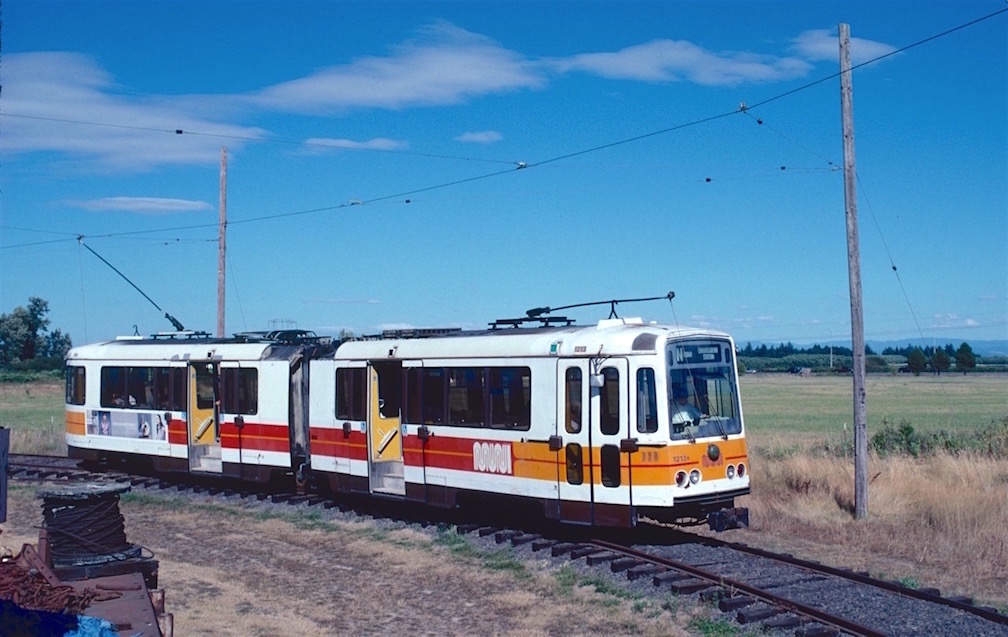
オレゴン電気鉄道博物館に保存されている編成
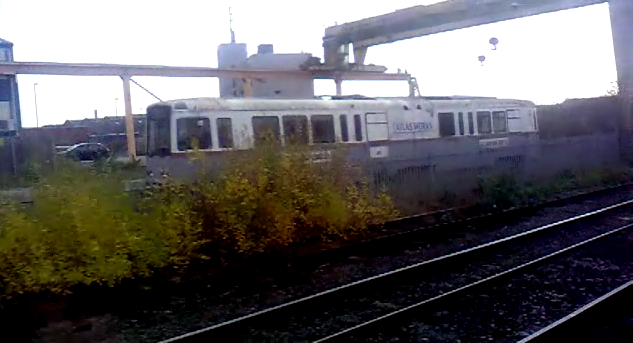
イギリスに輸出された元ミュニ・メトロの編成